# Pedro Nájera
Pedro Nájera Pacheco (né le 3 février 1929 à Mexico au Mexique et mort le 22 août 2020) est un joueur de football international mexicain, qui jouait au poste de milieu de terrain.